# Bandera del Brabant Való
La bandera del Brabant Való fou aprovada pel Consell Provincial el 2 de gener de 1995.
La bandera està dividida en 3 triangles, un d'equilàter negre carregat amb un lleó rampant groc amb la llengua i urpes vermelles (armat), i dos d'escalens a la part superior de color groc carregats amb un gall vermell dempeus amb una pota alçada. Són les armes de Flandes i Valònia respectivament. La ràtio és 13:15 com la bandera de l'estat belga, però sovint s'utilitzen les proporcions 2:3.